# Петър Таралямов
Петър Таралямов е български общественик, деец на Македонската федеративна организация (МФО).

## Биография
Таралямов е роден в костурското село Бобища. На 4 декември 1921 година на Учредителния конгрес на МФО е избран за член-секретар на Централното ѝ ръководство. В началото на януари 1923 година Изпълнителният комитет на македонските братства се обединява с Федеративната организация. На този конгрес Таралямов е делегат от Костурското благотворително братство.
Но три месеца след обединението ВМРО започва да ликвидира федералистите – убити са водачите ѝ архитект Никола Юруков и Климент Размов. През есента на 1923 година двамата федералисти Васил Христов и Петър Таралямов са подгонени от дейци на ВМРО. Христов успява да се спаси зад граница, а Таралямов е заловен и убит.